# Joe Jonas
Joseph Adam Jonas, detto Joe (Casa Grande, 15 agosto 1989), è un cantautore, musicista, attore e disc jockey statunitense.
Joe Jonas è un cantante della band Jonas Brothers, di cui fanno parte anche i suoi fratelli Nick e Kevin, attiva fino al 2013 e nuovamente dal 2019. Dal 2015 è inoltre anche leader e frontman della band DNCE, una pop-rock band composta da lui, JinJoo Lee, Cole Whittle e Jack Lawless.

## Biografia
Joseph Adam Jonas è nato a Casa Grande, in Arizona, il 15 agosto 1989. È figlio di Denise (nata Miller) e di Paul Kevin Jonas. Il padre è un cantautore, musicista ed ex ministro ordinato in una chiesa delle Assemblee di Dio, mentre sua madre è un'insegnante e cantante di lingua dei segni. Joe ha un fratello maggiore, Kevin, e due fratelli più piccoli, Nick e Frankie. Cresciuto in una famiglia cristiana, Joe ha parlato delle sue convinzioni religiose dicendo "Credo in Dio, e questa è una relazione personale che ho, ma non sono religioso in alcun modo."

### Carriera

#### Recitazione
Il 17 agosto 2007 Joe, insieme ai suoi fratelli, è comparso nel sedicesimo episodio della seconda stagione di Hannah Montana intitolato Arrivano i Jonas (titolo originale: Me and Mr. Jonas and Mr. Jonas and Mr. Jonas). Raggiungono poi il successo interpretando il ruolo di una band chiamata Connect three nei film di Disney Channel Camp Rock e Camp Rock 2: The Final Jam.
I tre Jonas sono anche stati i protagonisti del breve reality trasmesso su Disney Channel, Jonas Brothers - Vivere il sogno e di una serie televisiva dal nome Jonas, andata in onda su Disney Channel Italia il 18 settembre 2009 poi ridenominata Jonas L.A., ambientata a Los Angeles. Nel 2011 Joe ha recitato come guest star in alcune puntate della comica serie tv statunitense Hot in Cleveland, nel ruolo di Will Moretti. Nel 2013 è stato scelto per interpretare un ragazzo di nome Taylor nel film indie Highway Is For The Gamblers, con la partecipazione di Nikki Reed e Bonnie Wright. Nel 2015 Joe ha partecipato al reality TV della NBC, intitolato NBC I Can Do That, condotto da Marlon Wayans, insieme a Ciara, Nicole Scherzinger, Cheryl Burke, Alan Ritchson e Jeff Dye. Nel gennaio 2016 Joe è apparso nel remake del popolare musical di Broadway, intitolato Grease Live, insieme all'ex collega della Disney Vanessa Hudgens. Inoltre, nello stesso anno, è apparso nella comica serie tv statunitense Angie Tribeca come guest star; il 24 giugno 2016 è apparso in una puntata della serie tv comica statunitense Comedy Bang Bang come guest star.

#### Jonas Brothers

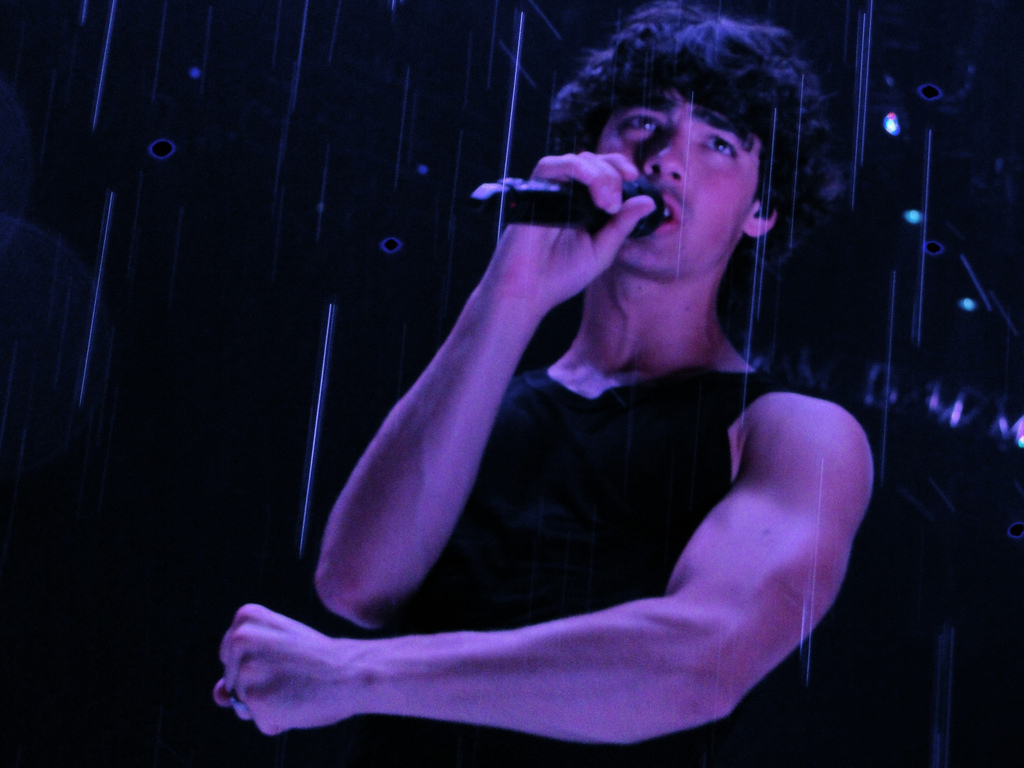
Joe Jonas nel 2009

Nel 2006, il presidente della Columbia Records, Steve Greenberg, ascoltò alcuni brani cantati da Nick. Anche se l'album non incontrò il suo favore, la voce di Nick risultò gradita a Greenberg. Nello stesso anno, Joe e i suoi fratelli Kevin e Nick scrissero una canzone tutti insieme, intitolata “Please Be Mine”, ed è così che nacque la band. Dopo avere fatto la conoscenza dei fratelli Jonas ed aver ascoltato la canzone, Please Be Mine, la Daylight/Columbia Records decise di trasformare i tre in una vera e propria band. Dopo aver firmato con la casa discografica, i tre fratelli, inizialmente, decisero di chiamare il gruppo “Sons of Jonas” (I figli di Jonas) e successivamente optarono per il nome “Jonas Brothers” (fratelli Jonas). Il loro primo album, It's About Time, fu pubblicato l'8 agosto 2006.
Dopo essersi affermati come band, i Jonas Brothers hanno firmato con la Hollywood Records nel febbraio 2007. Il loro secondo album, Jonas Brothers, viene pubblicato ad agosto 2007. Il terzo album, intitolato A little bit longer, è uscito negli Stati Uniti il 12 agosto 2008. Il 16 giugno 2009 è uscito il loro quarto album, Lines, Vines And Trying Times. Nel 2013, dopo lo scioglimento della band, i tre fratelli decidono di rilasciare un ultimo album intitolato "Live", composto da dieci tracce live e cinque in studio. Nel 2019 la band si ricongiungerà, facendo uscire un album intitolato Happiness Begins.
La band pubblicherà il loro sesto album in studio, The Album, nel maggio 2023. Il settimo album in studio, Greetings From Your Hometown, viene rilasciato l'8 agosto 2025.

#### La parentesi solista
L'11 ottobre 2011 è uscito il suo primo album da solista, intitolato Fastlife, anticipato dai singoli See No More (3 giugno, scritto in collaborazione con Chris Brown) e Just in Love (13 settembre). Il 17 giugno Joe ha iniziato un tour europeo per la presentazione di See No More, dove ha rilasciato interviste e partecipato ad una sfilata milanese del marchio Calvin Klein. L'album non ha riscosso molto successo, a causa della scarsa pubblicità che l'etichetta discografica Hollywood Records applica agli artisti che ha sotto contratto. Nel 2018 collabora con il DJ britannico Jonas Blue nel brano I See Love per la colonna sonora del film d'animazione Hotel Transylvania 3 - Una vacanza mostruosa.
Il 17 luglio 2024 annuncia il suo secondo album in studio da solista, Music for People Who Believe in Love, che inizialmente doveva essere rilasciato il 18 ottobre 2024 ma poi è stato posticipato al 23 maggio 2025. Il primo singolo estratto è Work It Out, rilasciato il 19 luglio 2024, seguito da What This Could Be, il 4 ottobre.

### L'esperienza con i DNCE
Nel 2015 dall'idea iniziale di un duo dei coinquilini Joe Jonas e del batterista Jack Lawless, parte il progetto DNCE inglobando anche la chitarrista JinJoo Lee e il bassista Cole Whitte (membro dei Semi Precious Weapons). La canzone di debutto è Cake by the Ocean, che traina l'EP SWAAY uscito il 23 ottobre dello stesso anno, e che è diventata hit dell'estate 2015. Il 17 maggio 2016 un'altra traccia dell'EP SWAAY, Toothbrush, viene rilasciata come secondo singolo, di cui il video viene diffuso dopo circa due o tre giorni e che presenta la modella curvy Ashley Graham, la quale interpreta la ragazza di Joe. 
Nel febbraio 2022, Joe annuncia il ritorno dei DNCE con Lawless e Lee con la canzone Dancing Feet, in collaborazione con DJ Kygo, rilasciata il 25 febbraio.

## Vita privata
Dal 2016 al 2023 è stato legato all'attrice Sophie Turner, con cui si è fidanzato ufficialmente il 15 ottobre 2017. Si sono sposati a sorpresa a Las Vegas il 1 maggio 2019. Il 29 giugno hanno celebrato la cerimonia ufficiale in Francia. Il 22 luglio 2020 nasce la loro prima figlia, Willa Jonas. Nel luglio del 2022 nasce la loro seconda figlia.
Il 6 settembre 2023, dopo 4 anni di matrimonio, la coppia decide di separarsi di comune accordo, comunicandolo tramite un post Instagram dopo varie speculazioni da parte della rivista di gossip TMZ. Da gennaio a giugno 2024 frequenta Stormi Bree.

## Discografia

### Con i Jonas Brothers
- 2006 - It's About Time
- 2007 - Jonas Brothers
- 2008 - A Little Bit Longer
- 2009 - Lines, Vines and Trying Times
- 2011 - Jonas L.A.
- 2013 - Live
- 2019 - Happiness Begins
- 2023 - The Album
- 2025 - Greetings From Your Hometown

### Solista
- 2011 - Fastlife
- 2025 - Music for People Who Believe In Love

### Con i DNCE
- 2015 - Swaay
- 2016 - DNCE
- 2017 - DNCE (Jumbo Edition)
- 2018 - People To People (EP)
- 2022 - Dancing Feet feat. Kygo (singolo)
- 2022 - Move (singolo)
- 2022 - Got Me Good (singolo)

### Colonne sonore
- 2016 – Grease Live
- 2016 – Teenage Mutant Ninja Turtles: Out of the Shadows – Blown
- 2016 – Bad Moms – Cake By The Ocean, Blown
- 2016 – Storks – Good Day
- 2016 – Middle School: The Worst Years of My Life – Cake By The Ocean, Blown
- 2017 – LEGO Batman - Il film – Forever
- 2017 – My Little Pony: The Movie – Can You Feel It?
- 2018 – Hotel Transylvania 3: Una vacanza mostruosa – I See Love, Jonas Blue
- 2018 – Hotel Transylvania 3: Una vacanza mostruosa – It's Party Time, scritta da Michael Bublé e David Foster

## Filmografia

### Attore

#### Cinema
- Hannah Montana & Miley Cyrus: Best of Both Worlds Concert, regia di Bruce Hendricks (2008)
- Jonas Brothers: The 3D Concert Experience, regia di Bruce Hendricks (2009)
- Una notte al museo 2 - La fuga, regia di Shawn Levy (2009)
- Zoolander 2, regia di Ben Stiller (2016)
- Sulle ali dell'onore (Devotion), regia di J. D. Dillard (2022)

#### Televisione
- Hannah Montana – serie TV, episodio 2x16 (2007)
- Jonas Brothers - Vivere il sogno – documentario TV, 27 episodi (2008-2010)
- Jonas Brothers: Band in a Bus – documentario TV (2008)
- Jonas Brothers: Live in London – documentario TV (2008)
- Jonas Brothers: Live & Mobile – documentario TV (2008)
- Camp Rock (2008)
- Atrévete a soñar – telenovela TV, episodio 1x212 (2009)
- Jonas L.A. – serie TV, 34 episodi (2009-2010)
- Hot in Cleveland – serie TV, episodi 1x09-3x09 (2010-2012)
- Sonny tra le stelle – serie TV, episodio 2x21 (2010)
- Camp Rock 2: The Final Jam (2010)
- 90210 - serie TV, episodi (2010-2011)
- Grease Live - film (2016)
- Angie Tribeca - serie tv, episodio, seconda stagione (2016)
- Comedy Bang Bang - serie tv, episodio (2016)
- The Voice Australia - talent show, giudice, episodi (2018)
- The Righteous Gemstones - serie tv, episodi (2022)
- MTV: Becoming A Popstar - talent show, giudice e produttore esecutivo, episodi (2022)

### Doppiatore
- Hotel Transylvania 3 - Una vacanza mostruosa (Hotel Transylvania 3: Summer Vacation), regia di Genndy Tartakovsky (2018)

## Doppiatori italiani
Nelle versioni in italiano delle opere in cui ha recitato, Joe Jonas è stato doppiato da:
- Flavio Aquilone in Hannah Montana & Miley Cyrus: Best of Both Worlds Concert, Jonas Brothers - Vivere il sogno, Camp Rock, Jonas, Jonas L.A., Sonny tra le stelle, Camp Rock 2: The Final Jam
- Angelo Evangelista in Sulle ali dell'onore